# 11 (album Power of Trinity)
11 – pierwszy studyjny album polskiej grupy Power of Trinity wydany 15 czerwca 2007.

## Twórcy
- Jakub Koźba – wokal
- Robert Grzelak – gitara
- Łukasz Cyprys – gitara
- Krzysztof Grudziński – gitara basowa
- Grzegorz Graczyk – perkusja

## Lista utworów
1. "Seduction Song" – 4:11
2. "Supernova" – 3:22
3. "Algorytm miłości" – 3:40
4. "Eter" – 2:42
5. "Kto'a" – 3:15
6. "Ulice słońca" - 3:47
7. "Wyścig" – 3:17
8. "Dance & Shout" – 3:05
9. "Heaven" – 3:21
10. "Marzyciele" – 3:37
11. "11" – 3:53